# 塘坊村

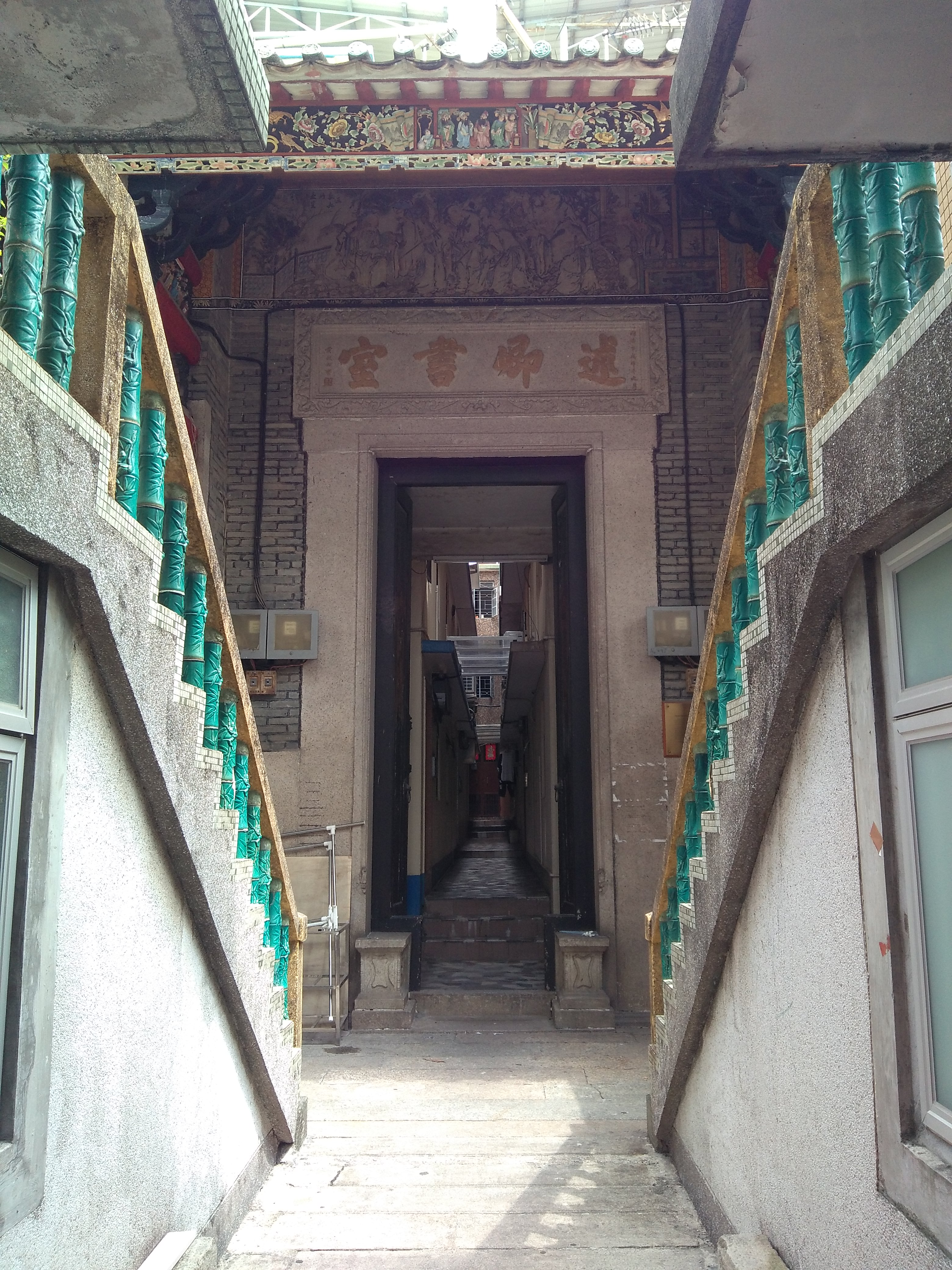
塘坊村「述卿書室」古門樓

22°26′36″N 114°00′27″E / 22.443267°N 114.007389°E
塘坊村（英語：Tong Fong Tsuen）是香港一條位於元朗區屏山的鄉村。

## 歷史
塘坊村是屏山鄧氏建立的「三圍六村」之一。「三圍六村」分別為：上璋圍、橋頭圍、灰沙圍、坑頭村、坑尾村、塘坊村、新村、洪屋村及新起村。

## 外部連結
- 居民代表選舉塘坊村（屏山）的劃定現有鄉村範圍（2019至2022年） （页面存档备份，存于）
- 古物古蹟辦事處「香港傳統中式建築資訊系統」：塘坊村 （页面存档备份，存于）